# Spaniens Grand Prix 1970
Spaniens Grand Prix 1970 var det andra av 13 lopp ingående i formel 1-VM 1970.

## Resultat
1. Jackie Stewart, Tyrrell (March-Ford), 9 poäng
2. Bruce McLaren, McLaren-Ford, 6
3. Mario Andretti, STP Corporation (March-Ford), 4
4. Graham Hill, R R C Walker (Lotus-Ford), 3
5. Johnny Servoz-Gavin, Tyrrell (March-Ford), 2

### Förare som bröt loppet
- John Surtees, McLaren-Ford (varv 76, växellåda)
- Jack Brabham, Brabham-Ford (61, motor)
- Rolf Stommelen, Auto Motor und Sport (Brabham-Ford) (43, motor)
- Henri Pescarolo, Matra (33, motor)
- Jean-Pierre Beltoise, Matra (31, motor)
- Denny Hulme, McLaren-Ford (10, tändning)
- Chris Amon, March-Ford (10, motor)
- Jochen Rindt, Lotus-Ford (9, tändning)
- Pedro Rodríguez, BRM (4, drog sig tillbaka)
- Jacky Ickx, Ferrari (0, olycka)
- Jackie Oliver, BRM (0, olycka)

### Förare som ej startade
- Piers Courage, Williams (De Tomaso-Ford) (olycka)

### Förare som ej kvalificerade sig
- Andrea de Adamich, McLaren-Alfa Romeo
- John Miles, Lotus-Ford
- Jo Siffert, March-Ford
- George Eaton, BRM
- Alex Soler-Roig, World Wide Racing/Garvey Team Lotus (Lotus-Ford)